# Opposition à un chèque
 (janvier 2020).
Pour les articles homonymes, voir Opposition.
L'opposition à un chèque est l'acte par lequel le titulaire du compte (« tireur ») demande à la banque (« tirée ») de ne pas procéder au paiement au bénéfice de la personne lui présentant le chèque (bénéficiaire). 

## Législation
L'article L.131-35 du Code monétaire et financier donne la liste limitative des cas dans lesquels le tireur peut former opposition: perte du chèque, vol du chèque, utilisation frauduleuse du chèque, procédure de sauvegarde, de redressement ou de liquidation judiciaire à l'encontre du tireur. Aucun autre cas ne peut justifier une opposition. Par exemple, il est interdit de faire opposition à un chèque en raison d'un litige avec la personne à qui l'on a remis un chèque et notamment parce que le bien livré ou le service rendu ne serait pas conforme.
L'auteur de l'opposition doit préciser le motif pour lequel il forme opposition, et la banque doit vérifier que le tireur a formé opposition pour un motif prévu à l'article L.131-35 du Code monétaire. Le devoir de vérification de la banque se limite uniquement au fait que le tireur invoque un motif valable, mais elle n'a pas à vérifier l'exactitude du motif. Par exemple, lorsque le tireur fait opposition à un chèque pour vol, la banque doit vérifier que le tireur a précisé vol comme motif de l'opposition, mais elle n'a pas à vérifier que le chèque a effectivement été volé. Le tireur qui ment délibérément pour faire opposition à un chèque s'expose à une peine de 5 ans d'emprisonnement et 375 000 € d'amende.
L'opposition peut être facturée par la banque, selon les conditions tarifaires prévues à la convention de compte.
L'opposition a pour effet d'interdire tout paiement du chèque. Le chèque est inscrit au Fichier National des Chèques Irréguliers (FCNI). Si le chèque est présenté au paiement, la banque doit refuser le paiement. Si, malgré l'opposition, la banque procède au paiement, elle doit rembourser le tireur. En cas de litige avec la banque et/ou de refus de remboursement, il est possible de saisir le médiateur bancaire ou le Tribunal judiciaire.